# Festival international du film de Kiev Molodist
Pour les articles homonymes, voir KIFF.
Molodist (Молодість en ukrainien) est le nom court sous lequel est connu le Festival international du film de Kiev (Київський міжнародний кінофестиваль ou КМКФ Молодість en ukrainien ; Kyiv International Film Festival Molodist ou KIFF en anglais). Il s'agit du festival de cinéma le plus important en Ukraine. Créé en 1970, c'est un festival international de premières ("Molodist" signifie jeunesse en ukrainien) œuvres : courts-métrages, premiers longs métrages et films d'étudiants.

## Caractéristiques principales
Longtemps dirigé par Andreï Khalpakhchi, la structure est maintenant coordonnée par Maxime Ilyashenko. Le Molodist prend place à Kiev, chaque année durant la dernière semaine d'octobre. À ses débuts, il commence par offrir une diffusion aux courts-métrages réalisés par les élèves de l'école de cinéma de Kiev, l'Université nationale de théâtre, télévision et cinéma Karpenko-Kary. Il se donne ensuite pour mission de distinguer les meilleurs premiers films. Au fil des années, seront ainsi repérés les premiers films de Gaspar Noé, Tom Tykwer, Danny Boyle, Laurent Bouhnik, Alekseï Balabanov, Shona Auerbach, Denis Evstigneev, Jacques Audiard, Dmitri Meskhiev, Valeri Todorovski, François Ozon, Stephen Daldry, Sergueï Masloboïchtchikov, Nuri Bilge Ceylan, Bruno Dumont...
Auprès des professionnels de l'audiovisuel, ce festival a à la fois pour réputation d'être attachant et particulièrement mal organisé, comme le suggère le journal de bord de Virginie Devesa, distributrice internationale. Ce témoignage offre un regard exhaustif et chaleureux sur le fonctionnement et le déroulement de la 29e édition (1999) de ce festival.
Depuis le début des années 2000, le festival s'est également lancé avec succès dans la distribution de films internationaux à prétention artistique.

## Palmarès

### Dénominations des principaux prix
- Le Grand prix du festival est nommé le « Cerf scythe » (Скіфський олень).
- Meilleur premier long métrage
- Meilleur premier court métrage
- Meilleur premier film étudiant

### 2007
- Grand prix du festival : La Visite de la fanfare (Bikur Ha-Tizmoret) de Eran Kolirin

### 2006
- Grand prix du festival : 12 h 08 à l'est de Bucarest (A fost sau n-a fost?) de Corneliu Porumboiu

### 2005
- Grand prix du festival : L'Accusé (Anklaget) de Jacob Thuesen

### 2004
- Grand prix du festival : Conséquences (Lad de små børn) de Paprika Steen

### 2003
- Grand prix du festival : Tan de repente de Diego Lerman
- Meilleur premier long métrage : Osama de Siddiq Barmak

### 2002
- Meilleur premier long métrage : Hic (de crimes en crimes) (Hukkle) de György Pálfi